# De Hoop (Maarssen)
De Hoop was een korenmolen langs de rivier de Vecht bij het Nederlandse dorp Maarssen.
De molen is rond 1832 gebouwd in wat toen nog onder het Vechtdorp Zuilen viel. Omstreeks 1900 was ze een stellingmolen. Naast de molen stond een bijbehorend huis. Rond 1953 zijn de molenwieken verwijderd. In haar laatste gedaante had ze een achtkantige romp, onderaan bestaand uit bakstenen en daarboven was de romp gedekt met riet. Omstreeks 1968 is De Hoop gesloopt. Ondergrondse restanten van de molen zijn nog aanwezig. 
Vandaag de dag bevindt zich op deze locatie de 21e-eeuwse nieuwbouwwijk Op Buuren; een straat in die wijk is naar de molen vernoemd. Een gevelsteen van de molen omtrent de legging van de eerste steen is bewaard gebleven en in 2013 aangebracht in Op Buuren.

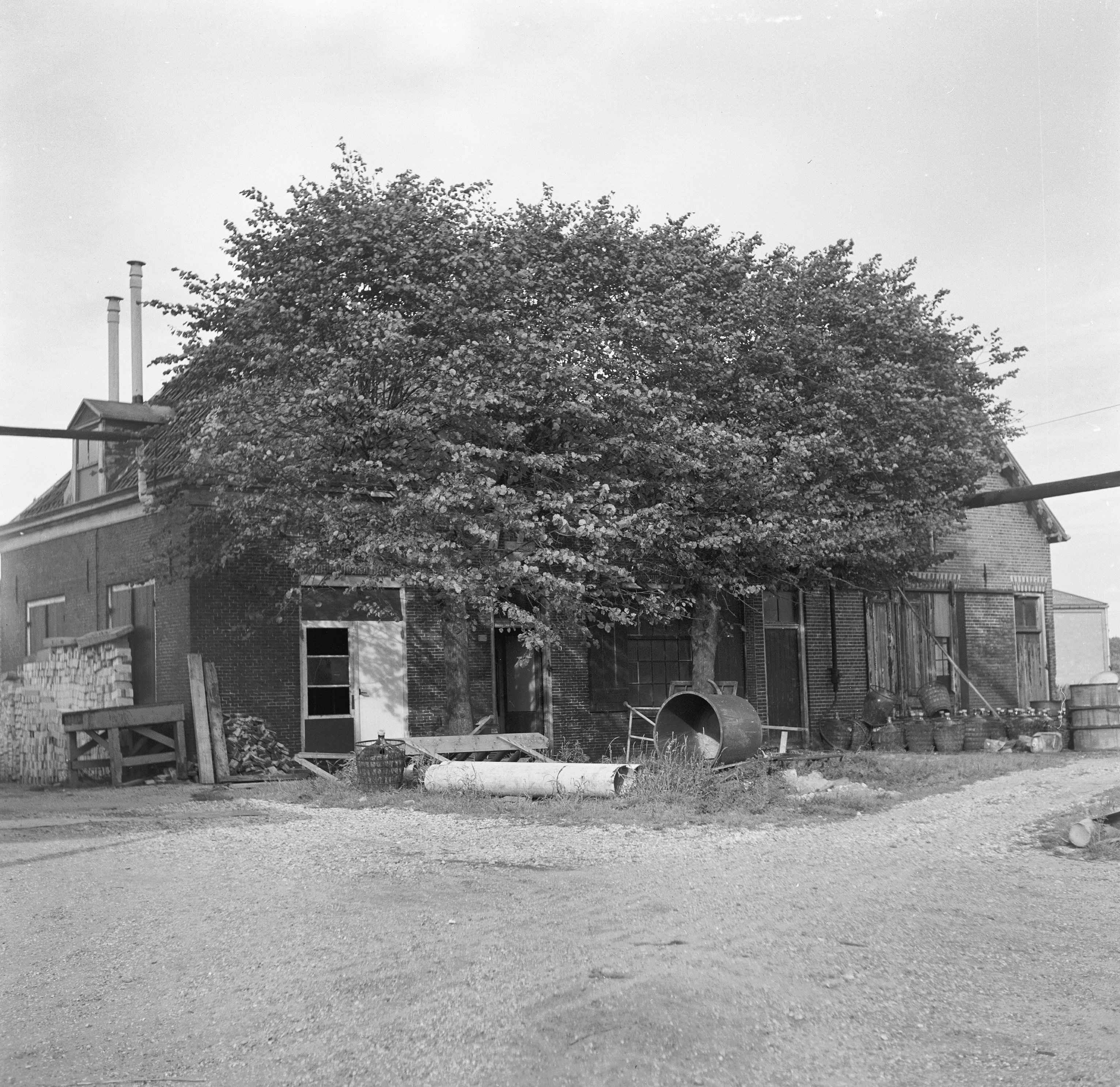
Het molenaarshuis in 1966.
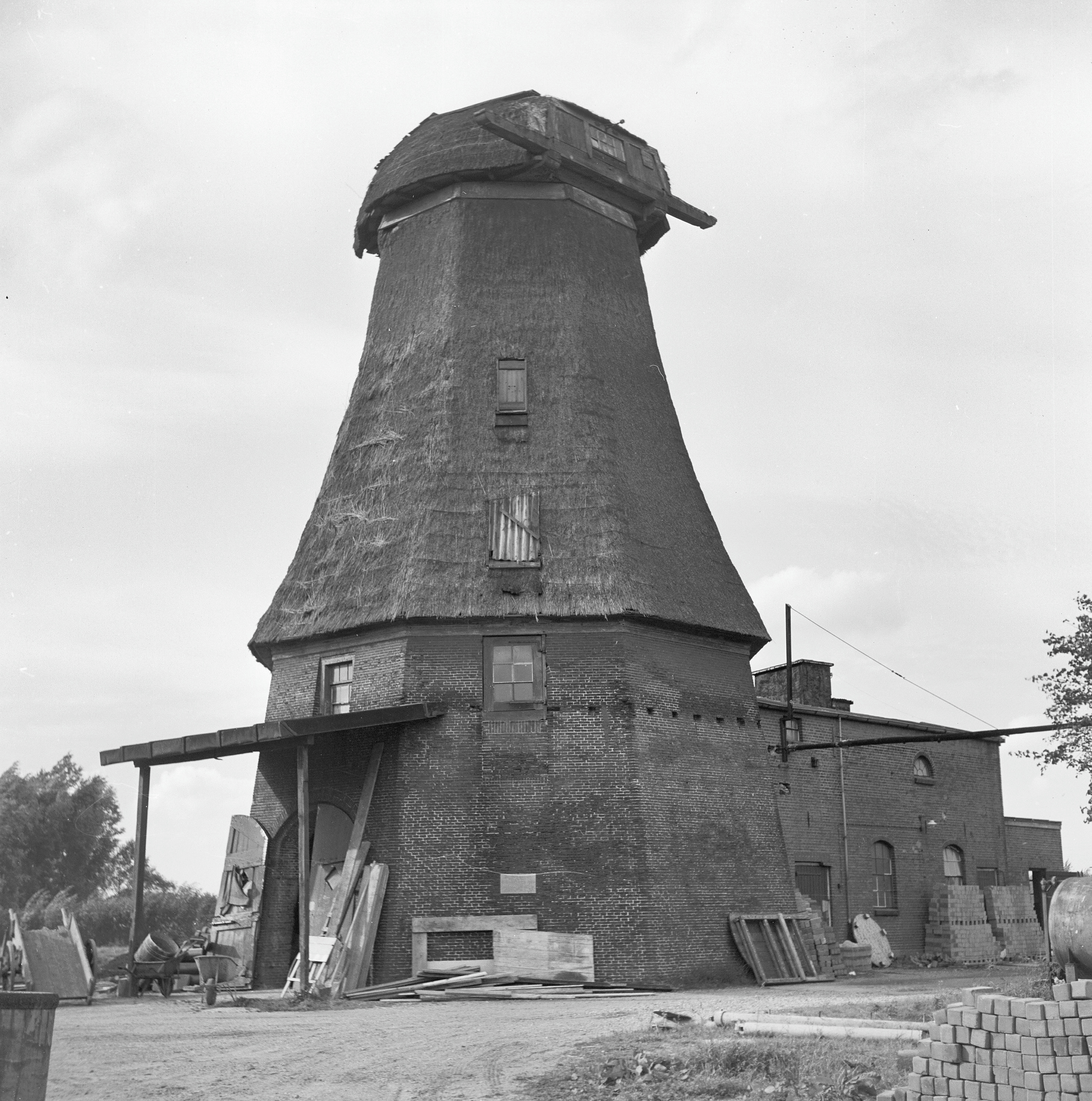
De Hoop in 1966.